# Robert B. Holmes

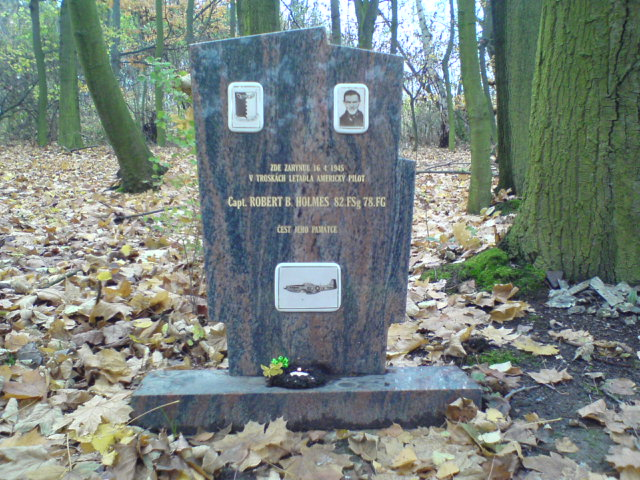
Náhrobek pilota R. B. Holmese v Divoké Šárce

Robert B. Holmes byl americký letec 78. stíhací skupiny 8. letecké armády USA, který zahynul v troskách svého letadla 16. dubna 1945 na severu Divoké Šárky, když Spojenci útočili na pozice nacistů na letišti Praha-Ruzyně.
Podle vyprávění pamětníků z částí Prahy, které obklopují Divokou Šárku, v dubnu 1945 Spojenci (Američané, Britové, Francouzi) podnikli letecký útok na pozice nacistů na pražském letišti, které Němcům sloužilo výhradně k válečným účelům. Dle očitých svědků spojenci přilétali od Podbaby, skryti údolím Šárky, aby se vynořili s překvapením u Ruzyně.[zdroj?]